# الئونور استامپ
الئونور استامپ (انگلیسی: Eleonore Stump؛ زادهٔ ۹ اوت ۱۹۴۷) فیلسوف، و استاد دانشگاه در دانشگاه سنت لوئیس اهل ایالات متحده آمریکا است.